# 工业数据处理
工业数据处理（英語：Industrial data processing）是计算机科学的一个分支，研究领域覆盖了工业中可编程控制器、自动控制和智能设备等的的设计和编程。该学科的产品至少包含微处理器或者单片机其中的一种（用于处理输入输出的数据信号）。
目前对于工业数据处理的另一个定义是，该学科主要研究一些设计物理量测量、控制的计算机程序，例如，坦克里温度和气压的测控，机器人的定位，等等。